# Amantis fuliginosa
Amantis fuliginosa es una especie de insecto de la familia Mantidae.

## Distribución geográfica
Es endémica de la India.